# ماري يموان
ماري يموان (بالفرنسية: Marie Lemoine)‏ هي عالمة نبات فرنسية، ولدت في 1887 في باريس في فرنسا، وتوفي بنفس المكان في 1984.